# 戀愛少女的笨拙舞台
《戀愛少女的笨拙舞台》是CUBE在2014年11月28日發售的戀愛冒險類型成人遊戲，PlayStation 4、任天堂Switch版由ENTERGRAM於2023年2月22日發售。

## 故事簡介
十川真優原本是非常有名的女舞台演員，在進高中時卻宣告隱退，並和男主角宮國一悟在學校成立文藝社享受學園生活。但在高二的校慶時，文藝社被學生會長愛麗絲·莎德·梅西要求達成她所訂定的目標不然就得廢社。而面臨緊要關頭的文藝社，決定和同樣面對艱難狀況的演劇社合作，完成學生會長要求的課題。

## 登場角色

### 主要角色
宮國一悟
早久保學園二年級生，文藝社的社長。和十川真優是鄰居。
十川真優
早久保學園二年級生，文藝社社員。在演劇界非常有名的舞台女演員，但升上高中後以進學為由隱退，但其實是想多爭取跟一悟相處的時間。雖然已經隱退，但因為本身名氣的關係吸引不少學校學生好奇的眼光，所以上學時幾乎都在文藝社的社團教室度過。
七瀨千奈
早久保學園一年級生，一悟的學妹，文藝社社員。本身是商業作家，但並未向人提起。由於名字的念法有著像回文卻又稍嫌不足的感覺，而被真優以還差一步的理由取了「娜塔莉」的綽號。
愛麗絲·莎德·梅西（聲：森谷實園）
早久保學園三年級生，從英國來到日本的留學生，擔任學生會長。
千代田百花
早久保學園一年級生，演劇社社長。年幼時便喜歡演劇，因此入學時便創立了演劇社。真優的崇拜者，創社時雖不斷邀請真優入社但都遭到拒絕。

### 其他角色
小野坂光（聲：七坂真理）
早久保學園二年級生。一悟的男性友人。新聞社成員，負責新聞社的攝影工作。有著女性化的外表。
榎本知紗（聲：卯衣）
早久保學園的保健體育老師。
九重真里亞
早久保學園三年級生，演劇社的副社長。千代田家的女僕，負責照顧百花的生活起居。

## 主題曲
片頭曲「Dreamer」
作詞、主唱：Duca，作曲、編曲：ANZIE
片尾曲
作詞、主唱：Duca，作曲、編曲：Nekusam

## 評價
《戀愛少女的笨拙舞台》在Getchu.com的2014年11月銷量榜上排名第3名、全年排名第35名。

## 外部連結
- 官方網站 （页面存档备份，存于）（日語）
- PS4/NS版官方網站 （页面存档备份，存于）（日語）